# 15e groupe de reconnaissance de division d'infanterie
Le 15e groupe de reconnaissance de division d'infanterie (15e GRDI) est une unité de cavalerie de l'Armée française ayant participé à la Seconde Guerre mondiale.

## Histoire
Créé en septembre 1939, il est rattaché à la 10e division d'infanterie et envoyé à la frontière du Luxembourg. 
En mai 1940, il fait partie de la réserve du Grand Quartier général. Le 15 mai, il est envoyé dans les Ardennes dans les environs de Château-Porcien où, renforcé, il repousse plusieurs attaques allemandes. Il est ensuite retiré de la ligne de front principale et participe à de petites opérations.
Avec sa division d'infanterie, il combat au sud de l'Aisne avant que ses débris doivent se replier Arcis-sur-Aube puis Lyon et enfin Mont-de-Marsan. 
Il est dissout le 21 juillet 1940. 

## Ordre de bataille
- Chef de corps : chef d’Escadrons Silvestre[1]
- Escadron Hippomobile : Capitaine LeLevreur[1]
- Escadron Motorisé : Capitaine Brun[1]
- Escadron Mitrailleuses et canons de 25: Capitaine de Broglie[1]

### Témoignages
- Jean Damase, La comédie héroïque, Éditions damasiennes, 1941, 378 p. (lire en ligne).
- Bernard Le Martret, Souvenirs de guerre 1940, témoignage d'un prêtre-soldat : avec le 15e GRDI, 58 p.
- Alain de Boissieu, Pour combattre avec de Gaulle : 1940-1945, Plon, 1981 (ISBN 2-259-00856-9).